# 洗足会
洗足会(せんそくかい)は内村鑑三の無教会派の会の一つである。内村鑑三がヨハネの福音書13章5節より命名した。

## 経緯
1923年(大正12年)12月に始まった無教会派の愛の交わりの集会である。この会は毎月一回会員宅を持ち回りで開かれた。祈りを中心に会員の信仰生活の実験を互いに励ましあい、安否を問う集会であった。
内村の死後も継続し、戦後に洗足会以外の人も参加し霊交会という名前になり、長く継続した。